# Tizac-de-Curton
Tizac-de-Curton egy francia település Gironde megyében az Aquitania régióban. Lakosainak száma 376 fő (2022. január 1.).

## Adminisztráció
Polgármesterek:
- 2001–2014 Edmond Ferrand
- 2014–2020 Josette Travaillot

## Demográfia
| Lakosok száma | 201  | 261  | 309  | 282  | 300  | 313  | 330  | 346  | 356  | 376  |
|               | 1968 | 1982 | 1990 | 2006 | 2013 | 2015 | 2017 | 2019 | 2020 | 2022 |